# Trachylepis hildebrandtii
Trachylepis hildebrandtii (мабуя Гільдебрандта) — вид сцинкоподібних ящірок родини сцинкових (Scincidae). Мешкає в Сомалі і Ефіопії. Вид названий на честь німецького ботаніка Йоганна Марії Гільдебрандта.

## Поширення і екологія
Мабуї Гільдебрандта поширені в Сомалі та в сусідніх районах на сході Ефіопії. Вони живуть в сухих саванах та в сухих чагарникових заростях.